# Église Saint-Patrick de Frederiksted
Pour les articles homonymes, voir Église Saint-Patrick.
L'église Saint-Patrick est une église catholique située à Frederiksted, dans les Îles Vierges des États-Unis.

## Historique
Construite en 1848 pour répondre aux attentes croissantes des fidèles et des anciens esclaves devenus libres sous l'action du gouverneur Peter von Scholten, l’église dut s'agrandir peu de temps après sa construction pour accueillir une congrégation grandissante.

## Architecture

### Architecture extérieure
Elle est construite en pierre de taille locale, la façade d’entrée ouest présente des éléments de style néo-gothique (portes et fenêtres à lancettes) et néoclassique (colonne à deux entrées). 
Les extrémités de pignon incurvées semblent être d'influence baroque espagnole.